# Anthaxia fulgidipennis
Anthaxia fulgidipennis es una especie de escarabajo del género Anthaxia, familia Buprestidae. Fue descrita científicamente por Lucas en 1846.